# Alone oscuro

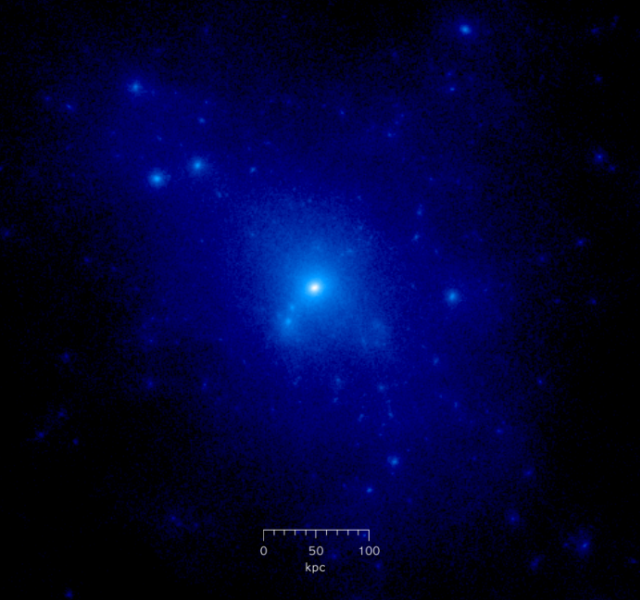
Un alone di materia oscura frutto di una simulazione a N-corpi cosmologica.

Stando ai moderni modelli di fisica cosmologica, un alone oscuro, indicato anche come alone di materia oscura, è una componente fondamentale della struttura dell'universo osservabile; si tratta in particolare di un'ipotetica regione che si è disaccoppiata dal resto della materia, barionica,  durante l'espansione cosmica e che contiene materia gravitazionalmente legata.
Un singolo alone di materia oscura contiene diverse masse di materia oscura virializzate, legate l'una all'altra per mezzo della gravità e conosciute come sub-aloni e, negli attuali modelli cosmologici, come ad esempio il Modello Lambda-CDM, sia gli aloni sia i sub-aloni possono contenere delle galassie. L'alone di materia oscura di una galassia, quindi, conterrebbe l'intero disco galattico, estendendosi ben oltre il bordo visibile della galassia; ciò nonostante, però, gli aloni oscuri non sono mai stati osservati direttamente e la loro esistenza è stata solo dedotta osservando sia i loro effetti sul moto delle stelle e delle polveri presenti nelle galassie, sia il fenomeno della lente gravitazionale.

Gli aloni oscuri giocano un ruolo molto importante negli attuali modelli di formazione ed evoluzione galattica; le teorie che cercano di spiegare la natura di tali aloni di materia oscura e che hanno fino ad oggi avuto un certo grado si successo includono la materia oscura fredda (nota come CDM – Cold Dark Matter), la materia oscura tiepida (nota come WDM – Warm Dark Matter) e gli oggetti compatti massicci di alone (noti come MACHO, acronimo di MAssive Compact Halo Object).

## Le curve di rotazione come prova della presenza di un alone oscuro

Curva di rotazione galattica della Via Lattea. Sull'asse verticale è indicata la velocità di rotazione attorno al centro galattico mentre sull'asse orizzontale è indicata la distanza dal centro. Il sole è indicato con un pallino giallo, mentre la curva blu è quella relativa alla velocità di rotazione osservata e quella rossa è la curva predetta in base alla massa stellare e gassosa della galassia. La differenza tra le due curve è dovuta alla presenza della materia oscura o, secondo altri, a un cambiamento della legge di gravitazione universale.

La presenza dell'alone di materia oscura è dedotta dagli effetti gravitazionali che questo ha sulle curve di rotazione delle galassie a spirale. Se all'interno dell'alone, di forma grossomodo sferica, non fosse presente una grande quantità di massa, la velocità di rotazione della galassia dovrebbe diminuire man mano che la distanza dal suo centro aumenta, così come la velocità orbitale dei pianeti di un sistema solare diminuisce con l'aumentare della distanza dal sole. Tuttavia, svolgendo osservazioni di galassie a spirale, e in particolare radio osservazioni della linea di emissione dell'idrogeno atomico (conosciuta come riga a 21 cm dell'idrogeno neutro o "riga H I"), si è notato che la curva di rotazione della quasi totalità delle galassie a spirale si appiattisce, e si è quindi giunti alla conclusione che la velocità di rotazione delle stelle attorno al centro galattico non diminuisce con l'aumentare della distanza da questo. L'assenza di qualsiasi tipo di materia visibile che possa spiegare simili osservazioni implica o la presenza di materia inosservabile, ossia oscura, come proposto da Ken Freeman nel 1970, in seguito alle osservazioni effettuate in particolare sulle galassie NGC 300 e M33, o l'incompletezza della teoria della relatività generale. Dagli anni 1970 in poi l'ipotesi dell'esistenza di materia oscura è stata rafforzata da una lunga serie di studi e oggi si ritiene che la materia oscura rappresenti l’84% della materia dell’Universo e il 26% della sua energia.

## Formazione e struttura degli aloni oscuri
Secondo le ipotesi di molti ricercatori, la formazione degli aloni di materia oscura avrebbe avuto un ruolo fondamentale nell'iniziale formazione delle galassie. Si ritiene infatti che durante la formazione galattica, la temperatura della materia barionica fosse troppo alta perché si potessero formare oggetti gravitazionalmente legati; per questo, il fatto che la formazione galattica abbia in effetti avuto luogo, richiede che fosse già avvenuta in precedenza la formazione di strutture di materia oscura che aggiungessero ulteriori interazioni gravitazionali. L'attuale teoria che prende in considerazione una tale formazione di strutture è basata sull’esistenza della materia oscura fredda (CDM, acronimo di cold dark matter) e sulla sua disposizione in strutture nei primi momenti di vita dell'Universo.
La teoria della creazione di strutture di materia oscura fredda, vede all’inizio la formazione di perturbazioni nella densità dell'Universo che crescono linearmente fino a che la densità raggiunge un valore critico oltre il quale l'oggetto smette di espandersi e collassa su sé stesso, formando aloni di materia oscura gravitazionalmente legati. Tali aloni continuerebbero poi a crescere, sia in massa che in dimensioni, sia attraverso l'accumulo di materiale presente nelle loro dirette vicinanze, sia fondendosi con altri aloni. Diverse simulazioni numeriche della formazione di strutture di materia oscura fredda hanno dato come risultato un processo divisibile in passaggi, in cui un piccolo volume con minime perturbazioni di densità si espande con l'espansione dell'Universo; con lo scorrere del tempo, le perturbazioni aumentano e la struttura collassa su se stessa a formare piccoli aloni; nell'ultimo stadio questi piccoli aloni si fondono a creare un alone più grande dalla forma ellissoidale, il quale presenta al suo interno alcune sub-strutture di materia oscura identificate come sub-aloni oscuri.
La chiamata in causa della materia oscura fredda permette di risolvere diversi problemi associati con la comune materia barionica, poiché in essa è assente la maggior parte delle pressioni termiche e radiative che impediscono, o comunque ostacolano, il collasso della materia barionica. Il fatto che la materia oscura fosse fredda rispetto alla materia barionica, poi, avrebbe le permesso di formare i sopraccitati iniziali oggetti gravitazionalmente legati che, una volta cresciuti, avrebbero interagito gravitazionalmente con la materia barionica in modo sufficiente a poter battere l'energia termica e permettere alla comune materia di collassare e formare le prime stelle e galassie. Le simulazioni delle formazione di queste primordiali galassie combaciano con la struttura scoperta nel corso delle campagne di osservazioni galattiche, come pure con l'osservazione della radiazione cosmica di fondo.

### Profili di densità
In genere i profili di densità degli aloni oscuri sono ricavati empiricamente dalle curve di rotazione delle galassie oppure generati mediante simulazioni a N-corpi atte a riprodurre il più fedelmente possibile le caratteristiche osservate dell’alone, che simulano la formazione di strutture dell’Universo partendo dalle fluttuazioni locali della densità primordiale dedotte dagli studi della materia oscura fredda e considerando un gran numero di particelle di materia oscura sottoposte bassa gravità. L'evoluzione dell'Universo simulata in queste operazioni è spesso approssimata con un clustering gravitazionale non lineare partendo da determinate condizioni iniziali e può essere migliorata tenendo conto degli effetti delle dinamiche dei gas, del trasferimento radiativo ed altri processi astrofisici.
Dalle simulazioni a N-corpi è stato dedotto un profilo universale per gli aloni oscuri, con la stessa forma per tutte le masse, epoche e spettri di potenza in input, espresso nella seguente forma:
{\displaystyle \rho (r)={\frac {\rho _{0}}{\left({\frac {r}{R}}\right)^{\gamma }\left[1+({\frac {r}{R}})^{\alpha }\right]^{\frac {({\beta }-{\gamma })}{\alpha }}}}}
dove il "raggio di scala" R, ossia il raggio caratteristico al quale il profilo di densità è in accordo con il profilo isotermo, la densità centrale ρ0 e α, β, γ , sono parametri che variano da alone ad alone. Modificando i valori dei parametri è stato possibile ottenere diversi profili che differiscono soprattutto per quanto riguarda la simulazione della densità di materia oscura nei pressi del centro galattico. Di seguito è riportata una tabella con i parametri per i profili maggiormente utilizzati in letteratura:
| Profilo  | α    | β | γ   | R (Kpc) |
| -------- | ---- | - | --- | ------- |
| NFW      | 1    | 3 | 1   | 20      |
| Isotermo | 2    | 2 | 0   | 3,5     |
| Moore    | 1,5  | 3 | 1,5 | 28      |
| Einasto  | 0,22 | 0 | 0   | 19,7    |

Il modello dell'alone oscuro sferico isotermo descrive un gas in equilibrio idrostatico e con temperatura uniforme ed è stato formulato a partire dal 1972. Tale profilo risulta coerente con la maggior parte dei dati delle curve di rotazione, tuttavia esso non può fornire una completa descrizione, poiché per un raggio tendente a infinito la massa non converge a valori finiti. Tra le varie cause che possono portare a deviazioni al profilo previsto da tale modello ci sono ad esempio il fatto che il collasso può non raggiungere mai uno stato di equilibrio nella regione esterna dell'alone oscuro e il fatto che le fusioni associate con la formazione gerarchica di un alone possono invalidare un modello che prevede un collasso sferico. Le citate simulazioni numeriche della formazione di tali strutture in un Universo in espansione hanno portato nel 1996 alla formulazione del profilo di Navarro-Frenk-White (NFW), il cui aspetto fondamentale è quello di essere compatibile con tutti i modelli cosmologici, cioè di essere statisticamente universale. In particolare, i tre ricercatori hanno trovato che la caratteristica sovradensità di un alone, o equivalentemente la sua concentrazione, correla strettamente con la massa dell'alone nel quale viene riflessa la dipendenza della massa dell'epoca della formazione dell'alone. Nel 1998, basandosi su simulazioni con una definizione maggiore, Moore e altri hanno suggerito profili con una pendenza centrale più ripida. In seguito, nel 2000, Jing e Suto, concentrandosi sulle regioni interne di dodici aloni oscuri con a disposizione delle simulazioni con una risoluzione maggiore di quelle utilizzate per la formulazione iniziale del profilo NFW, hanno scoperto che la forma del profilo di densità dipende dalla massa e che ciò si collega anche quindi all'età; in particolare, i quattro aloni più vecchi con massa tipica galattica erano fittati meglio dal profilo di Moore, mentre quelli più giovani, con massa tipica di un ammasso di galassie, erano meglio rappresentati dal profilo di Navarro-Frenk-White.
Altri modelli, in particolare il profilo di Einasto, il profilo di Sérsic e soprattutto il profilo di Burkert, che peraltro non è il risultato di una simulazione cosmologica, rappresentano la distribuzione di materia oscura in aloni simulati altrettanto bene, se non meglio, del profilo NFW. Differentemente dal profilo NFW, che ha una densità centrale divergente, ossia infinita, il profilo di Einasto ha una cuspide centrale finita, mentre il profilo di Burkert, più in accordo con le più recenti osservazioni, descrive un nucleo
di densità costante a piccoli raggi. A causa però della risoluzione limitata offerta dalle simulazioni a N-corpi, non è stato ancora possibile sapere quale modello fornisca la migliore descrizione della densità centrale degli aloni oscuri simulati.

### Forma
Il collasso delle superdensità è generalmente asferico, quindi non c'è ragione per aspettarsi che l'alone da esso risultante abbia una forma sferica, tant’è che anche le prime simulazioni della formazione di strutture in un universo di CDM davano come risultato la formazione di aloni oscuri sostanzialmente piatti. Lavori seguenti hanno poi mostrato che le superfici a pari densità dell'alone possono essere descritte da ellissoidi aventi una diversa lunghezza degli assi.
A causa delle incertezze sia nei dati raccolti, sia nelle previsioni dei modelli, non è ancora chiaro se le forme degli aloni dedotte dalle osservazioni siano coerenti con le previsioni del modello Lambda-CDM.

### Sottostrutture
Fino alla fine degli anni 1990, le simulazioni numeriche della formazione di aloni oscuri avevano evidenziato la presenza di un numero limitato di sottostrutture. Con l'affinazione degli algoritmi utilizzati e l'aumento della potenza di calcolo dei sistemi, è stato in seguito possibile utilizzare simulazioni che tenessero conto di un numero maggiore di particelle e ottenere una migliore risoluzione, e il numero di sottostrutture rivelate è quindi significativamente aumentato. Quando un alone piccolo si fonde con un alone di dimensioni nettamente maggiori, esso diventa una sub-alone orbitante attorno alla buca di potenziale del suo ospite e nel tempo, a causa delle enormi forze mareali esercitate da quest'ultimo, perde massa. Inoltre la stessa orbita del sub-alone evolve in conseguenza del fatto che quest'ultimo è soggetto ad attrito dinamico, il che ne causa una perdita di energia e di momento angolare, trasferiti alle particelle di materia oscura del suo ospite. La sopravvivenza di un sub-alone come entità a sé stante dipende quindi dalla sua massa, dal suo profilo di densità e dalla sua orbita.

### Momento angolare
Come originariamente postulato da Hoyle e in seguito dimostrato Efstathiou e Jones utilizzando simulazioni numeriche, il collasso asimmetrico in un Universo in espansione porta alla formazione di oggetti con momento angolare non trascurabile. 
Simulazioni numeriche hanno mostrato che la distribuzione del parametro di spin per aloni formati per clustering gerarchico senza dissipazione è ben descritta da una distribuzione lognormale, la cui mediana e la cui larghezza dipendono solo debolmente dalla massa dell'alone, dal suo spostamento verso il rosso e dalla sua cosmologia:
{\displaystyle \rho (\lambda )d\lambda ={\frac {1}{{\sqrt {2\pi }}\sigma _{ln\lambda }}}\exp \left[-{\frac {\ln \left({\frac {\lambda }{\bar {\lambda }}}\right)^{2}}{2\sigma _{\ln \lambda }^{2}}}\right]{\frac {d\lambda }{\lambda }}}
con {\displaystyle {\bar {\lambda }}\approx 0,035} e {\displaystyle \sigma _{ln\lambda }\approx 0,5}. Prendendo in considerazione tutte le masse di aloni, si è inoltre notato che vi è una marcata tendenza degli aloni con un più alto spin a trovarsi in regioni più dense e quindi a raggrupparsi più frequentemente.